# Каримова, Саима Сафиевна
Саима́ Сафи́евна Кари́мова (31 октября 1926, Фрунзе — 1 января 2013, Нерюнгри) — советский и российский геолог, главный геолог Южно-Якутской комплексной экспедиции (1968—1988), Герой Социалистического Труда (1976).

## Биография
Саима Каримова родилась в 1926 году в городе Фрунзе Киргизской ССР в семье рабочего. По национальности татарка — родители переехали в Киргизию в 1921 году из Татарии. Учёбу в школе начала в родном городе.
В 1937 году, опасаясь репрессий, семья Каримовых переехала в Донбасс, в шахтерский поселок Рутченково, который ныне является частью Донецка. Здесь Саима продолжила учёбу в украинской школе, стала отличницей.
В 1941 году, в связи с началом Великой Отечественной войны, семья Саимы Сафиевны эвакуировалась на восток, в родную Татарию, где они проживали в селе Черки-Гришино Буинского района. В 1945 году Каримова окончила 10 классов в городе Буинск и поступила в Казанский университет, на геологический факультет. Ещё в студенческие годы, в свою первую практику, она оказалась в Восточной Сибири, работала в Олёкминской геологоразведочной экспедиции.
По окончании университета в 1950 году Каримова по распределению прибыла в Южную Якутию, в Алданскую геологоразведочную экспедицию (посёлок Укулан). Здесь получила назначение на самый сложный участок — Нимнырскую партию (посёлок Снежный). В связи с труднодоступностью участка, добираться до места работы тогда приходилось пешком, поэтому Каримовой приходилось преодолевать по 47 километров, передвигаясь вдвоём с подругой вслед за телегами, которые везли взрывчатку.
После пяти лет работы на Фёдоровском слюдяном месторождении, с 1955 года Саима Каримова работала в Южно-Якутской комплексной экспедиции, в должностях старшего геолога углеразведочных и тематических партий, начальником геологического отдела. Её задачей было досконально изучить и доказать в Госкомитете запасов СССР высокие возможности Нерюнгринского угольного месторождения.
По данному вопросу Каримова в первый раз ездила в Госкомитет запасов СССР с отчётами по Нерюнгринскому угольному месторождению в 1959 году. Потом — также в 1960 и в 1962 годах. После получения установок из Москвы, приходилось заново бурить сотни скважин, поднимать прежние результаты бурения, проверять каротажные картограммы.
В 1968 году Саима Сафиевна Каримова была назначена главным геологом Южно-Якутской комплексной экспедиции. Она внесла весомый вклад в геологическое изучение территории юга Якутии, подготовку к промышленному освоению Южно-Якутского бассейна коксующих углей, на базе которого вырос современный Южно-Якутский территориально-промышленный комплекс. Именно под её руководством было проведено окончание разведки Нерюнгринского угольного месторождения.
В 1971 году в Нерюнгри прибыла техническая комиссия из Японии, которая представляла восемь металлургических фирм. Они признали уголь Южной Якутии достаточно ценным и даже заключили с правительством СССР интересное соглашение — предложили японское оборудование в обмен на нерюнгринский уголь.
В связи с этим, перед Каримовой была поставлена жёсткая задача: за четыре месяца составить по Нерюнгринскому месторождению окончательный отчёт и в декабре 1973 года защитить его запасы в Госкомитете. И ей это блестяще удалось, ведь только по оценкам высокой государственной комиссии, запасы одного только пласта «Мощный» угольного разреза «Нерюнгринский» составили 450 миллионов тонн угля. А по прошествии многих лет результаты разработки данных месторождений показали, что запасов было ещё больше.
За выдающиеся заслуги в области разведки и добычи полезных ископаемых, а также за повышение эффективности работы в рамках девятой пятилетки, 10 марта 1976 года Саиме Каримовой было присвоено звание Героя Социалистического Труда.
В 1981 году ею было открыто Эльгинское угольное месторождение, она также принимала участие в оценке россыпных месторождений золота, урана, молибдена, гранита, мрамора, строительных материалов, облицовочного сырья в Якутии. Вела поиски подземных пресных и минеральных вод для объектов Южно-Якутского угольного комплекса.
Именно при участии Каримовой разрабатывались действующие сегодня угольные месторождения «Денисовское», и «Чульмаканское». Железорудные месторождения «Десовское» и «Таёжное» входят в нынешний инвестиционный проект «Комплексное развитие Южной Якутии» и вскоре начнётся их разработка, флогопитовые месторождения «Фёдоровское», «Надёжное», «Южное» пока ещё только ждут своего часа.
Является автором и соавтором более двадцати печатных статей по геологии и освоению Южно-Якутского каменноугольного бассейна.
С 1988 года Саима Каримова находилась на пенсии. 1 января 2013 года она скончалась в городе Нерюнгри, где проживала в последние годы жизни.
В феврале 2013 года, к мэру города Нерюнгри обратились ветераны Южно-Якутской геологии с предложением присвоить одной из улиц города имя Саимы Каримовой. Мэр Леонид Олейник обещал рассмотреть этот вопрос в ближайшее время.

## Награды и звания

### Награды
- Герой Социалистического Труда (1976)
- орден Ленина (1976)
- орден Трудового Красного Знамени
- медаль «За трудовую доблесть»
- Государственная премия СССР (1982)

### Звания
- Заслуженный геолог РСФСР
- Заслуженный геолог Якутской АССР
- Почётный гражданин Нерюнгринского района (18 декабря 1982 года)[5][6]
- Почётный гражданин Республики Саха (Якутия) (1997)[7]